# Psychotria pseudinundata
Psychotria pseudinundata är en måreväxtart som beskrevs av Herbert Fuller Wernham. Psychotria pseudinundata ingår i släktet Psychotria och familjen måreväxter. Inga underarter finns listade i Catalogue of Life.